# Institut d'études politiques
Cet article concerne les IEP. Pour l'usage de l'expression « Sciences Po », voir Sciences Po.
Pour les articles homonymes, voir IEP.
Un institut d'études politiques (IEP) est un établissement public d'enseignement supérieur français. Il existe onze IEP, situés à Aix-en-Provence, Bordeaux, Fontainebleau, Grenoble, Lille, Lyon, Paris, Rennes, Strasbourg, Toulouse et Saint-Germain-en-Laye.
Leur vocation est de diffuser les savoirs et de développer la recherche sur les questions politiques contemporaines, l'adjectif « politique » étant entendu dans son acception la plus large, incluant les questions sociales, internationales, juridiques et économiques.
Le terme « Sciences Po » est l’appellation couramment utilisée pour désigner les 10 premiers IEP. Toutefois, la marque étant la propriété de la FNSP (Fondation Nationale des Sciences Politiques), Sciences Po désigne l'Institut d'études politiques de Paris. En vertu d'un accord signé par les 10 directeurs d'IEP existant le 30 janvier 2015 les autres IEP doivent utiliser le terme « Sciences Po » suivi du nom de la ville dans laquelle ils sont situés (par exemple « Sciences Po Lyon » ou « Sciences Po Grenoble »). Hormis l'IEP de Fontainebleau qui s'est vu refuser l'utilisation de la marque. La FNSP est propriétaire de la marque depuis 1988.

## Historique
L’École libre des sciences politiques est créée en 1872. Elle est nationalisée lors de la Libération, en 1945, dans le cadre d'une réforme de la formation de la haute fonction publique, par l'ordonnance portant également création de l'École nationale d'administration et du Centre de hautes études administratives,. Les négociations entre l'ancienne école d'Émile Boutmy d'une part et le gouvernement provisoire d'autre part aboutissent à la décision, poussée par Michel Debré, d'ouvrir des Instituts d'études politiques ailleurs qu'à Paris, sur le modèle de l'Institut d'études politiques de Paris nouvellement créé. Cinq autres instituts sont créés en 1945, 1948 et 1956. Les six établissements appartiennent alors aux universités,,,,,.
Après la loi du 12 novembre 1968 sur l'enseignement supérieur, les instituts d’études politiques deviennent des établissements publics à caractère scientifique et culturel de plein exercice,. Après la loi du 26 janvier 1984 sur l’enseignement supérieur, l’Institut d'études politiques de Paris est classé dans la catégorie nouvellement créée des grands établissements, les autres pouvant devenir des établissements publics à caractère administratif (ce sera le cas d’Aix, de Bordeaux, de Grenoble, de Lyon et de Toulouse) ou des instituts internes d’une université (c'est le cas de Strasbourg).
En 2012, l'IEP de Rennes a ouvert un campus délocalisé à Caen. En 2017, l'IEP de Lyon a fait de même à Saint-Étienne.
En 2022, un nouvel IEP est créé à Fontainebleau au sein de l'Université Paris-Est-Créteil, il remplace l'École internationale d'études politiques créé en 2020.

## Les entités

### Les onze IEP
| \| Saint-Germain-en-Laye Paris Strasbourg Bordeaux Toulouse Grenoble Lyon Aix-en-Provence Lille Rennes Fontainebleau \| Implantation des IEP en France. |
| Saint-Germain-en-Laye Paris Strasbourg Bordeaux Toulouse Grenoble Lyon Aix-en-Provence Lille Rennes Fontainebleau                                       |

Les onze instituts d’études politiques sont :
| Nom                                                   | Date de création | Statut                                                                                              |
| ----------------------------------------------------- | ---------------- | --------------------------------------------------------------------------------------------------- |
| Institut d'études politiques de Paris                 | 1872             | EPSCP                                                                                               |
| Institut d'études politiques de Strasbourg            | 1945             | Institut interne de l'université de Strasbourg                                                      |
| Institut d'études politiques de Bordeaux              | 1948             | EPA associé à l'université de Bordeaux                                                              |
| Institut d'études politiques de Toulouse              | 1948             | EPA associé à l'université Toulouse I                                                               |
| Institut d'études politiques de Grenoble              | 1948             | EPA associé à l'université Grenoble-Alpes (anciennement Université Pierre-Mendès-France - Grenoble) |
| Institut d'études politiques de Lyon                  | 1948             | EPA associé à l'université Lumière Lyon 2                                                           |
| Institut d'études politiques d'Aix-en-Provence        | 1956             | EPA associé à l'université d'Aix-Marseille                                                          |
| Institut d'études politiques de Lille                 | 1991             | EPA associé à l'université de Lille                                                                 |
| Institut d'études politiques de Rennes                | 1991             | EPA associé à l'université de Rennes I                                                              |
| Institut d'études politiques de Saint-Germain-en-Laye | 2013             | Institut interne des universités de Cergy-Pontoise et Versailles Saint-Quentin-en-Yvelines          |
| Institut d'études politiques de Fontainebleau         | 2022             | Institut interne de l'université Paris-Est-Créteil-Val-de-Marne (Paris XII)                         |

### Liens
Il n'existe aucun lien statutaire, légal ou réglementaire entre les instituts d'études politiques, chacun étant pleinement indépendant des autres, à moins de signer un accord bilatéral ou multilatéral. Les onze instituts ne forment un « réseau » que dans le sens d'une parenté de buts et de formations. Les directeurs des Instituts d'études politiques se réunissent régulièrement afin d'échanger sur les orientations stratégiques des instituts. Ils collaborent également par « une attention spécifique accordée aux demandes d’accès aux masters venant d’étudiants des autres IEP, démarche qui s’organise graduellement par des conventions de mutualisation ». Par ailleurs, depuis 2008, le concours d'entrée en première année est commun à six IEP, les instituts de Paris, Bordeaux et Grenoble organisant leur concours séparément. En 2014, l'IEP de Saint-Germain-en-Laye a lui aussi rejoint le concours commun.
Plusieurs centres de recherche des IEP de Paris, Bordeaux et Grenoble (par exemple le CEVIPOF à Paris, PACTE à Grenoble ou le Centre Émile Durkheim à Bordeaux) sont soutenus par la Fondation nationale des sciences politiques.

## Mission
L'article 2 du décret du 18 décembre 1989 leur donne pour mission : « 1° De contribuer, tant en formation initiale qu'en formation continue, à la formation des cadres supérieurs des secteurs public, parapublic et privé de la nation, et notamment des fonctions publiques de l'État et des collectivités territoriales ; 2° De développer, notamment en relation avec les établissements d'enseignement supérieur, la Fondation nationale des sciences politiques et le Centre national de la recherche scientifique, la recherche en sciences politiques et administratives. »

## Recrutement

### Dispositions d'admission
Le recrutement des élèves se fait par différentes procédures d'admission sélectives, permettant l'accès en première année ou en quatrième année. La règle générale est le concours, même si elle accepte de plus en plus d'exceptions.
À partir de 2008, les six instituts d'études politiques d'Aix-en-Provence, Lyon, Lille, Rennes, Strasbourg et Toulouse organisent un concours d'entrée commun d'accès en première année (hexaconcours, devenu heptaconcours, puis Concours Commun), ouvert aux terminales et aux bacheliers de l'année précédente. En 2008, un nombre total de 1 100 places, réparties entre les six IEP, est proposé aux 11 000 candidats, les lauréats étant admis en fonction de leurs choix préférentiels et de leur rang de classement. À partir de 2014, un septième IEP, l'Institut d'études politiques de Saint-Germain-en-Laye, qui ouvre en septembre 2014, s'est associé au concours.
Les 4 autres IEP de Bordeaux, Grenoble, Paris et Fontainebleau ont décidé depuis 2019, en raison de l'instabilité de la crise sanitaire et de l'intégration sur la plate-forme Parcoursup, de baser chacun de leur concours sur l'évaluation des bulletins scolaires de l'enseignement supérieur et des performances au baccalauréat. Si les modalités de sélection différent légèrement selon chacun d'eux (présence d'un oral pour Bordeaux, Paris et Fontainebleau, téléchargement sur la plate-forme d'une meilleure copie…), le taux de sélection reste tout autant sélectif que le concours commun, avoisinant approximativement 10% de sélectivité chaque année[réf. nécessaire].

### Préparation aux concours
Plusieurs lycées français publics et instituts privés organisent des formations aux concours à Sciences Po.

## Sociologie
Les Instituts d'études politiques font l'objet d'études sociologiques. La première, qui ne traitait que des IEP de Paris et de Bordeaux, fut La Noblesse d'État de Pierre Bourdieu, en 1989. Plusieurs études subséquentes ont été réalisées.
Les Instituts d'études politiques font partie des grandes écoles françaises qui ont une proportion d'étudiants ayant obtenu une mention Très bien au baccalauréat dans les plus grandes proportions (56%) ; seules les écoles normales supérieures ont un résultat plus élevé (69%).
Les IEP font aussi partie du groupe de grandes écoles les plus socialement sélectives, avec 68% des étudiants issus de catégories socio-professionnelles très favorisées, contre 72% pour les Ecoles normales supérieures. Les ENS et les IEP accueillent 7% et 8% d'étudiants issus de CSP défavorisées respectivement, ainsi que 14% chacun de CSP moyennes, en 2016-2017.

## Enseignement
Les instituts d'études politiques ne préparent pas à un métier en particulier mais délivrent une formation fondamentale et pluridisciplinaire incluant du droit, de l'économie (voir Enseignement de l'économie en France), de l'histoire, de la science politique, de la géographie, de la sociologie et des langues vivantes, afin de donner aux étudiants une solide culture générale, une aisance dans l'expression orale et une forte capacité de synthèse. Cette formation intellectuelle ouverte à l'international permet d'appréhender un large éventail de professions allant de la politique aux administrations publiques en passant par les affaires, le journalisme ou les métiers du droit.
Les IEP de province présentent en outre une ou plusieurs spécialités d'enseignement, par exemple la finance et les études européennes à Strasbourg, les études africaines à Bordeaux, le monde musulman et hispanophone (soit le Certificat d'étude sur le monde arabe contemporain ou sur l'Espagne et l'Amérique latine) ainsi que la géopolitique à Aix-en-Provence, puis le monde asiatique à Lyon. Les IEP de Bordeaux, de Lille et de Strasbourg ont en outre la particularité de proposer des filières intégrées dont les études se déroulent en alternance entre la France et une université partenaire à l'étranger (avec des pays comme l'Allemagne, l'Italie, l'Espagne, le Royaume-Uni…). Ces filières permettent de déboucher sur un double diplôme. Le campus délocalisé de l'IEP de Rennes à Caen propose une ouverture sur l'Europe du Nord (pays nordiques et baltiques).
Les IEP préparent aussi, pour certains d'entre eux, aux concours de la haute fonction publique. La plupart des admis à l'École nationale d'administration, au concours de directeur d'hôpital, et à l'Institut national des études territoriales (INET) sont ainsi diplômés d'un IEP.

## Scolarité
À l’origine, la scolarité dans ces établissements était de trois ans après le baccalauréat et servait à la préparation aux concours de la fonction publique. La très grande majorité des diplômés continuait donc leurs études en troisième cycle dans une université ou une école de formation des fonctionnaires (ENA, etc.). À la fin des années 1990, une année de césure à l’étranger s’est généralisée, portant la scolarité à quatre ans.
À la suite de la réforme dite « LMD », la formation des IEP est désormais organisée en cinq années, découpées en deux cycles. Désormais, tous les cursus des différents Sciences Po incluent une année à l’étranger.
Le premier cycle, en trois ans, est pluridisciplinaire, et le second cycle, en deux ans, permet une spécialisation. Les étudiants peuvent également valider un double diplôme de grade de master (DNM et diplôme d'IEP ou diplôme ESC et diplôme IEP).
Le grade de master est conféré aux titulaires du diplôme de fin d’études, (DNM ou diplôme d'établissement), ils ne reçoivent par contre pas le grade de licence. L'Institut d'études politiques de Paris et de Grenoble dérogent à cette règle, car ils délivrent un Bachelor de science politique visé par le ministère de l'enseignement supérieur et de la recherche.

## Évènements inter-IEP

### Prix Mirabeau
Le Prix Mirabeau est le concours d'éloquence entre les IEP de France. Il a été créé en 2011, à l'initiative de Sciences Po Grenoble. Le prix est organisé chaque année dans un IEP différent.

### Jeux Inter-SciencesPo (JISPO) (anciennement Critérium inter-IEP, JIIEP)
Les Jeux Inter-SciencesPo (JISPO) anciennement Critérium inter-IEP (« Crit »), puis Jeux Inter-IEP (JIIEP), est une compétition sportive au cours de laquelle s'affrontent des représentations des dix instituts d'études politiques de France. Organisé chaque année à la fin du mois de mars ou au début du mois d'avril par des étudiants de l'IEP désigné hôte, il trouve son origine en 1986, avec l'organisation d'une rencontre de rugby entre Sciences Po Bordeaux et Sciences Po Toulouse, avant de s'élargir à tous les IEP et à des dizaines de disciplines,.
En 2013, quelques mois avant le « Crit 2014 » prévu à Rennes, six directions administratives d'IEP retirent leur soutien à l'événement sportif. Par ce désengagement, elles manifestent leur désapprobation des débordements observés lors de l'édition 2013, tenue à Bordeaux. Des actes de vandalisme ont été commis dans le centre-ville de la préfecture girondine.
Lors de l'édition 2019, la manifestation sportive rassemble 2 500 participants, à Eaubonne, dans le département du Val-d'Oise.
En février 2021, sont publiés sur les réseaux sociaux de nombreux témoignages de violences sexuelles subies par des étudiantes, notamment lors des journées de compétitions sportives inter-instituts. En réaction à ces dénonciations publiques, les directions régionales des IEP décident collégialement de supprimer le Critérium inter-IEP,,.
À la suite de cette suppression, l'évènement est refondé et renommé « Jeux inter-IEP » avec l'accord des directions des 10 IEP. La FASIEPF, association étudiante organisatrice, se dote de nouveaux statuts, d'un nouveau règlement intérieur et d'une nouvelle charte pour un déroulement plus sain et inclusif. Des formations à la lutte contre les violences sexistes et sexuelles sont notamment rendues obligatoires pour participer à la compétition sportive et une large campagne de prévention est menée. L'édition 2022, première des JIIEP, est organisée à Libourne par les étudiants et étudiantes de Sciences Po Bordeaux,.
En 2023, à la suite du refus de Sciences Po Paris d’accorder à l’IEP de Fontainebleau le statut de « SciencesPo », les jeux sont renommés « jeux inter-SciencesPo », dont la première édition a lieu à Saint Germain en Lay.

## Critiques et polémiques

### Rapports de la Cour des comptes
En 2016, après une appréciation défavorable quatre ans auparavant, la Cour des comptes publie un rapport remarquant des améliorations dans la gestion financière de Sciences Po Paris. L'année suivante, l'institution financière pointe des anomalies dans la gestion des IEP au statut d’EPA et demande leur intégrations aux universités,. Relevant leurs liens avec communautés d'universités et établissements, le ministère de l'Education et de l'Enseignement supérieur signale toutefois qu'un changement de statut nécessite l'approbation des établissements concernés.

### Vague de dénonciations de violences sexuelles
Le 4 février 2021, le quotidien français Libération publie des témoignages de jeunes femmes affirmant avoir été victimes d'agressions sexuelles ou de viols au cours de leur scolarité à Sciences-Po Bordeaux,. Les jours suivants, des allégations similaires s'accumulent sur des pages Facebook de plusieurs IEP. Elles dénoncent notamment l'inaction des directions des instituts alertées. La création sur le réseau social Twitter, le 8 février, du hashtag #sciencesporcs, inspiré du mouvement #MeToo/#BalanceTonPorc de 2017, amplifie leur résonance médiatique. Sur le réseau social, aux messages exposant le sexisme ou des actes de violence sexuelle vécus par des femmes, au sein des établissements universitaires de Rennes, Lille, Grenoble, Toulouse, Strasbourg, Lyon ou encore à Sciences Po Paris, répondent des dizaines de milliers de réactions indignées ou de soutien — 22 000, sous le hashtag #sciencesporcs, le 9 au soir —, dont celle de Marlène Schiappa, ministre chargée de la Citoyenneté,,. Cette vague de prises de parole, rendant publiques des violences sexistes et sexuelles subies par des femmes dans les instituts d'études politiques français, survient quelques semaines après les accusations de viol portées à l'encontre d'Olivier Duhamel, président démissionnaire de la Fondation nationale des sciences politiques, administratrice de Sciences Po Paris,. Les directions des IEP de Bordeaux, Toulouse et Strasbourg réagissent publiquement : elles déclarent prendre les accusations au sérieux et promettent d'agir,. Le 10 février, à l'issue d'une réunion avec les chefs des instituts, Frédérique Vidal, la ministre chargé de l'Enseignement supérieur, et Élisabeth Moreno, ministre chargée de l'Égalité entre les femmes et les hommes, annoncent leur engagement de mettre en place des moyens de lutte contre les violences faites aux étudiantes de Sciences Po et la loi du silence,. Une enquête préliminaire pour viol ou agressions sexuelles est ouverte à Grenoble. Une plainte est déposée à Strasbourg,. À Toulouse, un étudiant est mis en examen pour fait de viol,. Il est finalement établi qu'il fut victime d'une dénonciation calomnieuse et il bénéficie d'un non lieu. À Rennes, ce sont deux étudiants qui sont opposés dans une affaire de dénonciations d'agressions sexuelles. L'étudiant poursuivi est relaxé en première instance, condamné en appel, mais la cour de cassation annule le jugement en appel. En 2018, déjà, les nombreuses dénonciations de violences sexuelles, publiées sur Twitter, sous le hashtag #balancetoniep, n'ont rien changé dans les Sciences Po français.